# 克雷门·赫德
克雷门·赫德（Clement Hurd，1908年－1988年），美国图画书界先驱性人物，“黄金时代”代表人物之一，著名插画家。
克雷门·赫德生于纽约，毕业于耶鲁大学。1930年代，在巴黎和法国著名画家费尔南德·莱热等人一起学习绘画，并在那里形成了他极具个人特色的绘画风格：大片地使用充满活力的颜色。1935年回国，开始创作儿童书。
克雷门是银行家的儿子，也是耶鲁大学的高材生，却不愿意子承父业。1937年玛格丽特出版了自己的第一本童书，也担任了斯科特出版公司的童书编辑。正是在这个岗位上，她发现了还在四处徘徊的克雷门为童书插画的天分，为他出版了第一本书，也邀请他到班克街教育学院进修，并从此把他引入了迷人的童书世界。
1945年，玛格丽特写好《晚安，月亮》的初稿时，就很肯定克雷门是为《晚安，月亮》插画的不二人选。问题是当时他不在美国，正在美国空军服役，很可能是在与日军作战的太平洋战场。天知道那场该死的世界大战什么时候能打完，谁又能保证那位画过《逃家小兔》的战士一定能活着回来呢？到了1945年圣诞节前的一个深夜，克雷门终于回到了纽约。在恢复了两周后，克雷门开始《晚安，月亮》的插画工作。他简直可以说创造了奇迹：经过几轮调整与修改，1946年3月他就画出了令玛格丽特和Harper编辑厄苏拉都满意的样图！接下来，在整个的春天里他勤奋地工作，终于完成了初稿，大致就是我们今天看到的模样，而且有意思的是，作家和编辑对于如何画这本书都只提过很少的建议。
他與瑪格莉特·懷絲·布朗合作创作了当代最经久不衰的儿童书，除了《晚安，月亮》，《逃家小兔》也是代表作。克雷门·赫德的插画作品达一百多部，其中包括很多他与妻子伊迪丝·撒切尔·赫德共同创作的作品。